# Yigoga lupinus
Yigoga lupinus är en fjärilsart som beskrevs av Brandt 1941. Yigoga lupinus ingår i släktet Yigoga och familjen nattflyn. Inga underarter finns listade i Catalogue of Life.